# Cernuella amanda
Cernuella amanda е вид охлюв от семейство Hygromiidae. Видът е критично застрашен от изчезване.

## Разпространение
Разпространен е в Италия (Сицилия).